# ESpeak
 (septembre 2020).
Si vous disposez d'ouvrages ou d'articles de référence ou si vous connaissez des sites web de qualité traitant du thème abordé ici, merci de compléter l'article en donnant les références utiles à sa vérifiabilité et en les liant à la section « Notes et références ».
eSpeak est un logiciel open source compact de synthèse vocale fonctionnant sous les systèmes d'exploitation Linux, Windows, Mac OS et d'autres plateformes.

## Description
eSpeak  utilise les formants comme méthode de synthèse, permettant de fournir un large choix de langues pour une taille réduite. La plupart des développements sur les langues gérées par eSpeak sont basés sur les informations trouvées sur Wikipédia et sur les retours des utilisateurs de langue maternelle. eSpeak est utilisé par des projets comme NVDA (NonVisual Desktop Access), Ubuntu et OLPC, et est également utilisé par Google Traduction.